# 6592 Goya
För andra betydelser, se Goya.
6592 Goya eller 1986 TB12 är en asteroid i huvudbältet som upptäcktes den 3 oktober 1986 av den rysk-sovjetiska astronomen Ljudmila Karatjkina vid Krims astrofysiska observatorium på Krim. Den är uppkallad efter den spanske konstnären Francisco de Goya.
Asteroiden har en diameter på ungefär fem kilometer och den tillhör asteroidgruppen Merxia.